# Altrier
Altrier (en luxemburguès: Altréier; en alemany: Altrier) és una vila de la comuna de Bech, situada al districte de Grevenmacher del cantó d'Echternach. Està a uns 21 km de distància de la ciutat de Luxemburg.